# Davit Čakvetadze
Davit Čakvetadze (* 18. října 1992 Kutaisi) je gruzínský zápasník – klasik, olympijský vítěz z roku 2016, který od roku 2013 reprezentuje Rusko.

## Sportovní kariéra
Zápasení se věnuje od svých 10 let. Specializuje se na řecko-římský styl. V roce 2012 následoval svého osobního trenéra Levana Kezebadzeho z Kutaisi do Moskvy na pozvání ústředního trenéra ruské reprezentace Giorgi Koguašviliho. Rusko reprezentuje od roku 2013. Je asociován ve sportovním centru MGFSO v Moskvě a papírově jako instruktor sportu ve městě Tarko-Sale v Jamalo-něneckém a.o.. V roce 2016 uspěl v ruské olympijské nominaci na úkor zkušeného Alexeje Mišina pro účast na olympijských hrách v Riu. Do Ria přijel výborně připraven, všechny své soupeře porazil výrazným bodovým rozdílem a získal zlatou olympijskou medaili.
Jeho jméno figurovalo v seznamech hříšníků v tzv. meldoniumové dopingové aféře v roce 2016. Zákazu činnosti se vyhnul.

## Výsledky
| Olympijské hry     |    |   |    | — |   |   |     | 1. |     |   |  |  |  |  |  |  |  |  |  |  |  |
| Mistrovství světa  | —  | — | —  |   | — | — | úč. |    | 5.  | — |  |  |  |  |  |  |  |  |  |  |  |
| Evropské hry       |    |   |    |   |   |   | 1.  |    |     |   |  |  |  |  |  |  |  |  |  |  |  |
| Mistrovství Evropy | —  | — | —  | — | — | — | 1.  | —  | úč. | — |  |  |  |  |  |  |  |  |  |  |  |
| MS juniorů         | —  | — | 5. | — |   |   |     |    |     |   |  |  |  |  |  |  |  |  |  |  |  |
| ME dorostenců      | 2. |   |    |   |   |   |     |    |     |   |  |  |  |  |  |  |  |  |  |  |  |